# Čimhová
Čimhová (ungarisch Csimhova) ist eine Gemeinde im Norden der Slowakei mit 681 Einwohnern (Stand 31. Dezember 2024), die zum Okres Tvrdošín, einem Teil des Žilinský kraj, gehört und zur traditionellen Landschaft Orava zählt.

## Geographie
Die Gemeinde befindet sich am Ostrand des Berglands Oravská vrchovina an der Oravica, nahe der Staatsgrenze zu Polen. Das Ortszentrum liegt auf einer Höhe von 644 m n.m. und ist sechs Kilometer von Trstená sowie 12 Kilometer von Tvrdošín entfernt.
Nachbargemeinden sind Vitanová im Osten sowie Liesek im Süden, Westen und Norden.

## Geschichte

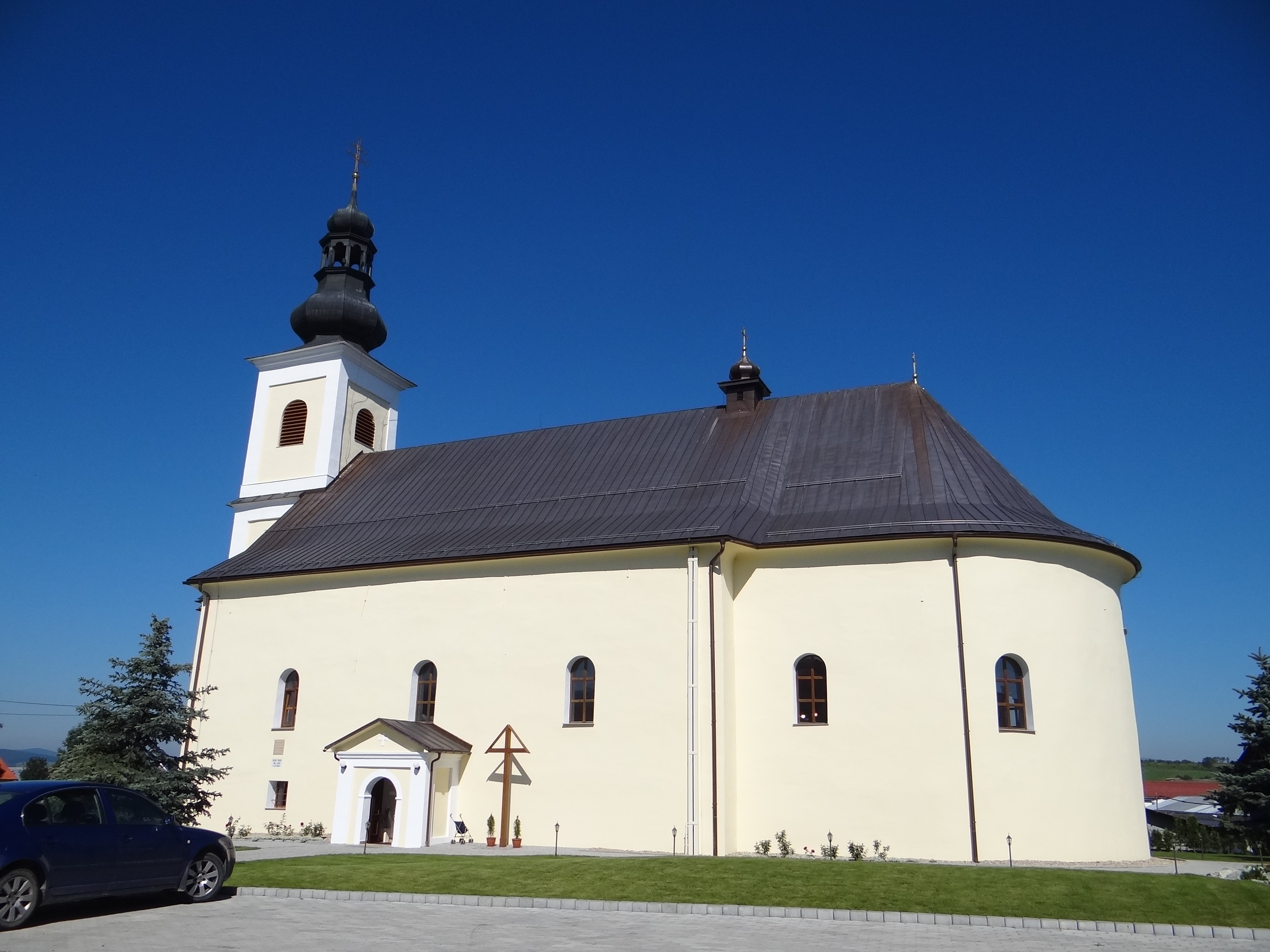
Kirche in Čimhová

Čimhová wurde zum ersten Mal 1438 als Chemechowa schriftlich erwähnt, nachdem das landadlige Geschlecht Platthy in einem Rechtsakt das unbesiedelte Land zwischen Trstená und der Grenze zu Polen für Verdienste im Kampf gegen die Osmanen erhielt. Der neugegründete Ort erhielt den Namen nach der Gewöhnlichen Traubenkirsche (Prunus padus), die in der Mundart čemucha hieß. 1608 standen im Dorf 11 Häuser, davon drei verlassene. Im 17. Jahrhundert war Čimhová ein Zentrum der Rekatholisierung der Gespanschaft Arwa. 1828 zählte man 67 Häuser und 315 Einwohner, die als Landwirte und Leineweber beschäftigt waren.
Bis 1918 gehörte der im Komitat Arwa liegende Ort zum Königreich Ungarn und kam danach zur Tschechoslowakei beziehungsweise heute Slowakei.
Von 1979 bis 1990 war Čimhová Ortsteil der Nachbargemeinde Liesek.

## Bevölkerung
| Jahr                | 1994 | 2004    | 2014    | 2024    |
| ------------------- | ---- | ------- | ------- | ------- |
| Anzahl der Personen | 596  | 648     | 678     | 681     |
| Unterschied         |      | +8,72 % | +4,62 % | +0,44 % |

| Jahr                | 2023 | 2024    |
| ------------------- | ---- | ------- |
| Anzahl der Personen | 672  | 681     |
| Unterschied         |      | +1,33 % |

Nach der Volkszählung 2011 wohnten in Čimhová 662 Einwohner, davon 652 Slowaken sowie jeweils zwei Polen und Tschechen. Ein Einwohner gab eine andere Ethnie an und fünf Einwohner machten keine Angabe zur Ethnie.
658 Einwohner bekannten sich zur römisch-katholischen Kirche und bei vier Einwohnern wurde die Konfession nicht ermittelt.

## Bauwerke
- römisch-katholische Emmerichkirche im spätbarocken Stil aus dem Jahr 1775